# Метью Бултон
Ме́тью Бу́лтон (англ. Matthew Boulton; 3 вересня 1728 — 17 серпня 1809) — англійський підприємець і бізнес-партнер шотландського інженера Джеймса Ватта. Відомий тим що ввів у комерційну експлуатацію паровий двигун, винайдений Ваттом, чим започаткував промислову революцію спочатку в Британії а потім і за її межами.

## Біографія
Народився у Бірмінгемі, був сином бірмінгемського виробника малих металевих виробів, який помер коли Бултону був 31 рік. Після нього Бултон керував бізнесом кілька років, після чого значно розширив цю діяльність у побудованому ним заводі Soho під Бірмінгемом. У Soho він впровадив нові технології, виробляючи срібляні тарілки, ормоли та інші об'єкти декоративного мистецтва. З Джеймсом Ваттом Бултон познайомився коли один з його партнерів не зміг повернути борг і розрахувався з ним, передавши свої права на один з патентів Ватта. Метью Бултон успішно пролобіював парламент, щоб продовжити патент Ватта ще на 17 років, що дозволило їх спільній фірмі Boulton & Watt вивести паровий двигун Ватта на ринок. Фірма встановила сотні парових двигунів в Британії і за кордоном спочатку в шахтах, а потім на заводах.
Співпраця Бултона і Ватта започаткувала промислову революцію в Британії, що перетворило її на передову державу тих часів. Через те вони вважаються одними з найвизначніших діячів Британської історії. Їх портрети поміщенні на банкноті в 50 фунтів стерлінгів випущених Банком Англії в 2011 році.
Був членом Місячного товариства, товариства британських діячів епохи Просвітництва.

## Раннє і сімейне життя
Бізнес старшого Бултона процвітав після народження молодого Метью, і сім'я переїхала до району Снігого пагорба Бірмінгема, тоді доброго мікрорайону нових будинків. Оскільки місцева гімназія була в непридатності, Бультона направили до академії в Деритенд, з іншого боку Бірмінгема. У віці 15 років він покинув школу, а до 17 років винайшов техніку інкрустації емалей у пряжки, яка виявилася такою популярною, що пряжки експортували до Франції, потім реімпортували до Британії та виставляли рахунок як останні французькі розробки.
3 березня 1749 Болтон одружився з Мері Робінсон, далекий родич і дочка успішного Мерсер, і багаті у своєму власному праві. Вони деякий час жив з матір'ю в Лічфілд, а потім переїхав у Бірмінгем, де старший Метью Болтон зробив свого сина партнером у віці 21 року. Хоча син підписав ділових листів «від отця і мене», до середини 1750-х років він мав ефективно справний бізнес. Старший Болтон пішов у відставку у 1757 році та помер у 1759 році.
У Бултонса було три дочки на початку 1750-х, але всі померли в грудному віці. Здоров'я Мері Бултон погіршилося, і вона померла в серпні 1759 року. Невдовзі після смерті Бултон почав сватати Енн сестру померлої дружини. Шлюб із сестрою померлої дружини заборонявся церковним законодавством, хоча і дозволяється громадським законодавством. З усім тим, вони одружилися 25 червня 1760 року в церкві Св. Марії, Ротерхіт. Ерік Діліб, який написав книгу про срібло Бултона з біографічним нарисом, припускає, що преподобного Джеймса Пенфолда, збіднілого курата, який давав шлюб, ймовірно, підкупили. Пізніше Бултон порадив іншому чоловікові, який прагнув одружитися з сестрою покійної дружини: «Я раджу вам нічого не говорити про свої наміри, окрім як їхати швидко та затишно до Шотландії чи якогось незрозумілого куточка Лондона. Припустимо, Ваппингу і там отримати житло щоб зробити себе парафіянином. Коли сплине місяць і закон набере сили, живіть і будьте щасливі… Я рекомендую тишу, секретність та Шотландію».
Проти союзу виступив брат Анни Люк, який побоювався, що Бултон контролюватиме (і, можливо, розтратить) значну частину статків Робінсонів. У 1764 році Люк Робінсон помер, а його маєток перейшов до його сестри Анни й, таким чином, перейшов під контроль Метью Бултона.
У Бултона було двоє дітей, Метью Робінсон Бултон та Енн Бултон. Меттью Робінсон в свою чергу мав шестеро дітей з двома дружинами. Його старший син Меттью Пірс Ватт Булттон, широко освічений, а також людина науки, здобув певну популярність посмертно за свій винахід важливого аеронавігаційного управління польотом — ейлерона. Як і батько, він також мав двох дружин і шестеро дітей.